# Stefanie Scott
Stefanie Noelle Scott (Chicago, Illinois; 6 de diciembre de 1996) es una actriz y cantante estadounidense conocida por sus papeles como Dana Tressler en la película Flipped, por la que ganó un Young Artist Award en 2011, como una joven Emma en No Strings Attached y como Lexi Reed en A.N.T. Farm en la serie de Disney Channel.

## Primeros años
Scott nació en Chicago, Illinois, hija de Paul Scott, un endodoncista y Diane Scott, una empresaria de la plastilina sin gluten. Ella tiene dos hermanos mayores. Ella vivió en Indialantic, Florida y asistió a Holy Trinity Episcopal Academy, antes de recibir educación en casa en 2010.

## Carrera

### 2006-2010: inicios de su carrera
Inició su carrera en 2008, interpretando el papel de Katie en Beethoven's Big Break. En 2010, apareció en la película Flipped dirigida por Rob Reiner. Fue la voz de Emma en la serie de televisión animada de Disney Special Agent Oso. Scott tuvo un papel de estrella invitada en la serie de Fox, Sons of Tucson, así como en la serie de NBC Chuck interpretando el papel de Sarah Walker a los 12 años.

### 2006-2016: películas y participaciones en TV
En 2011, participó de la película No Strings Attached, donde interpretó una versión joven del personaje principal. Ese mismo año, protagonizó la serie de Disney Channel A.N.T. Farm. También se fue asistente de dirección en la primera temporada de la serie. Stefanie lanzó una canción titulada, "Girl I Used to Know" ese mismo año. El vídeo musical oficial de la canción se estrenó el 26 de octubre.
En 2012, tomó el papel de Julianne en la película Frenemies, una película original de Disney Channel. Ese mismo año, también prestó su voz para la película Wreck-It Ralph. 
En 2013, fue estrella invitada en la decimoquinta temporada de Law & Order: Special Victims Unit como Clare Wilson.
En 2016, Scott (fotos) como Kaitlyn Reagan) fue protagonista en la película El intruso (I.T.) junto con Pierce Brosnan y Anna Friel.

### 2014-presente: concentración fílmica
En 2014, Scott fue estrella invitada en la serie Jessie, como Maybelle. Ese mismo año finalizó la serie A.N.T. Farm. Protagonizó la nueva película Insidious: Chapter 3 de la secuela Insidious, que se estrenó el 29 de mayo de 2015, ella interpreta a Quinn Brenner. También fue protagonista de la película Jem and the Holograms, en donde interpreta a Kimber Benton. La actriz este año dio a conocer a través de su cuenta de Twitter, que protagonizaría la película Life at These Speeds, en la cual iba a interpretar >a Ellie, el personaje principal de la película.
Ha participado también en el videoclip de la canción "Girls like Girls" de Hayley Kiyoko como Coley.

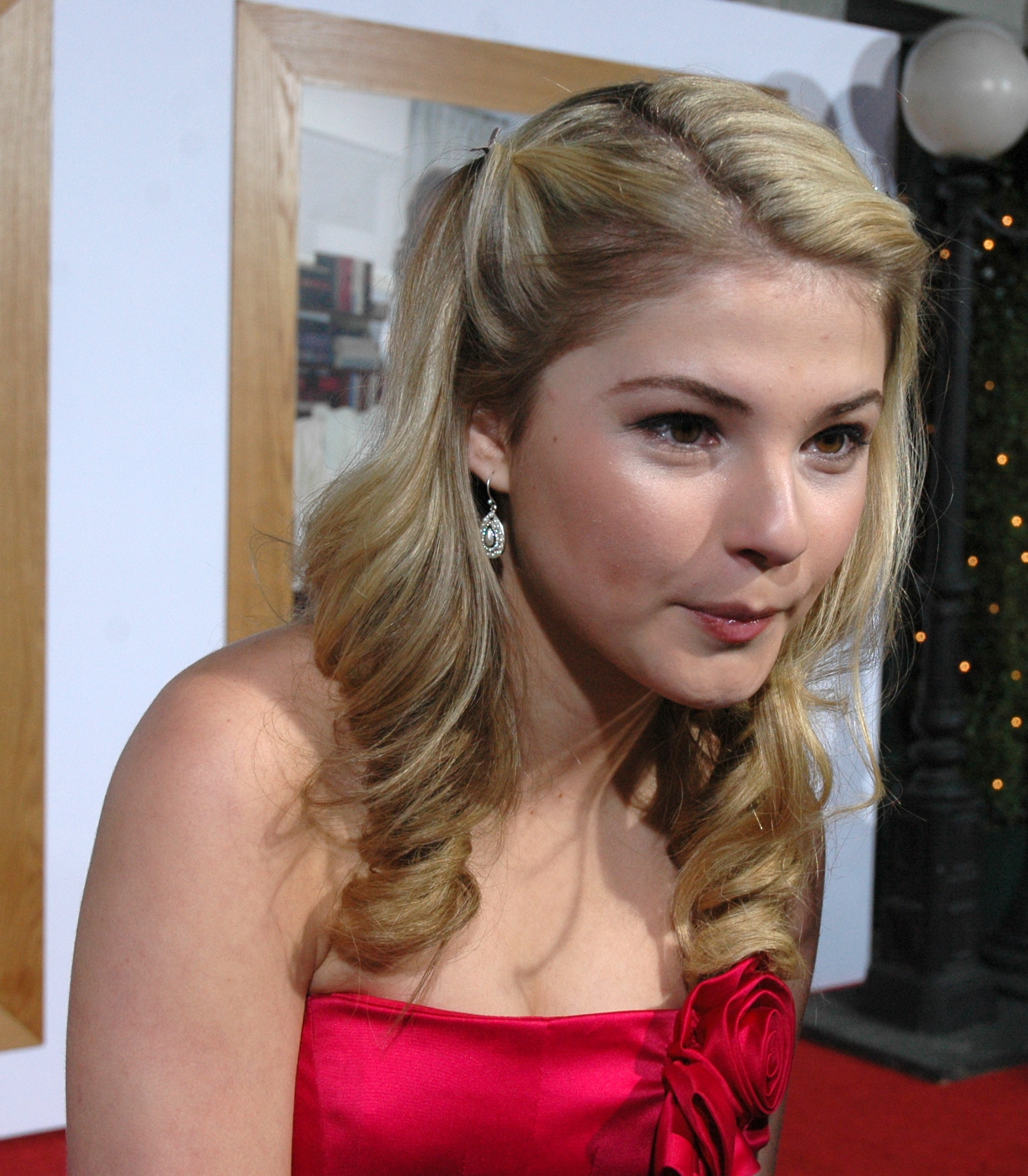
Stefanie Scott en la premier de No Strings Attached.

## Filantropía
Scott patrocina a niñas a través de Shoeboxes for Haiti y es embajadora de las galletas en la organización Cookies for Kids Cancer.

## Filmografía

### Cine
| Año  | Título                  | Rol               |
| ---- | ----------------------- | ----------------- |
| 2008 | Beethoven's Big Break   | Katie             |
| 2010 | Flipped                 | Dana Tressler     |
| 2011 | No Strings Attached     | Emma (joven)      |
| 2012 | Wreck-It Ralph          | Moppet Girl (voz) |
| 2014 | Red Zone                | Caroline          |
| 2015 | Insidious: Chapter 3    | Quinn Brenner     |
| 2015 | Caught                  | Allie             |
| 2015 | Jem and the Holograms   | Kimber Benton     |
| 2016 | I.T.                    | Kaitlyn Regan     |
| 2017 | 1 Mile to You           | Ellie Butterbit   |
| 2017 | Small Town Crime        | Ivy               |
| 2017 | Beautiful Boy           | Julia             |
| 2018 | At First Light          | Alex              |
| 2019 | Mary                    | Lindsey           |
| 2020 | Girl in the basement    | Sara              |
| 2021 | The Last Thing Mary Saw | Mary              |

### Televisión
| Año  | Título                                  | Rol                      | Notas                                               |
| ---- | --------------------------------------- | ------------------------ | --------------------------------------------------- |
| 2007 | School First Day                        | Gabby (voz)              | "Kid-o-Matic"                                       |
| 2008 | Chuck                                   | Sarah (joven)            | Episode: "Chuck Versus the DeLorean"                |
| 2009 | Jade's Adventures                       | Jade (voz)               | Episode: "First Day Ever"                           |
| 2009 | Special Agent Oso                       | Briana (voz)             | Episodio: "Goldfeather/Live and Let Ride"           |
| 2009 | The New Adventures of Old Christine     | Britney Burke            | Episodio: "The Curious Case of Britney B"           |
| 2010 | James Town                              | Lima (voz)               | "Look Around"                                       |
| 2010 | Funny in Farsi                          | Deborah "Debbie" Appleby | Episodio: "Pilot"                                   |
| 2010 | Sons of Tucson                          | Molly                    | Episodio: "Kisses and Beads"                        |
| 2011 | A.N.T. Farm                             | Lexi Reed                | Elenco principal (62 episodios)                     |
| 2011 | Hector & Lollan                         | Lollan (voz)             | "¡I'm Lost!"                                        |
| 2012 | Frenemies                               | Julianne                 | Película para televisión                            |
| 2013 | Clown's Circus                          | Franky (voz)             | "Grand Areas"                                       |
| 2014 | Loli Betty                              | Cindy (voz)              | "Child Spray"                                       |
| 2014 | Law & Order: Special Victims Unit       | Clare Wilson             | Episodios: "Jersey Breakdown" & "Gambler's Fallacy" |
| 2014 | Jessie                                  | Maybelle                 | Episodio: "Hoedown Showdown"                        |
| 2015 | Show Time                               | Debi (voz)               | "¿What's Your Favourite Show?"                      |
| 2020 | Franny and his Book of World Wonderfuls | Franny (voz)             | "Boy and Girl"                                      |
| 2021 | The Girl in the Woods                   | Carrie                   | Rol principal                                       |
| 2022 | Alaska Daily                            | Erica Block              | Episodio: "The Weekend"                             |

## Discografía

### Sencillos promocional
| Canción                                           | Año  | Álbum         |
| ------------------------------------------------- | ---- | ------------- |
| "Break the Floor"                                 | 2008 | Solo sencillo |
| "Shoulda Woulda Coulda"                           | 2008 | Solo sencillo |
| "Girl I Used to Know"                             | 2011 | Solo sencillo |
| "FYI"                                             | 2012 | Solo sencillo |
| "Everything Has Changed" (con Spencer Sutherland) | 2013 | Solo sencillo |
| "I Don't Wanna Let You Go"                        | 2014 | Solo sencillo |

### Otras apariciones
| Título                      | Año  | Álbum         |
| --------------------------- | ---- | ------------- |
| "Pose" (con Carlon Jeffery) | 2011 | A.N.T. Farm   |
| "Girls Like Girls"          | 2015 | Hayley Kiyoko |

## Premios y nominaciones
| Año  | Premio             | Categoría                                                            | Trabajo                             | Resultado |
| ---- | ------------------ | -------------------------------------------------------------------- | ----------------------------------- | --------- |
| 2009 | Young Artist Award | Mejor Actuación en una Película de DVD                               | Beethoven's Big Break               | Nominada  |
| 2009 | Young Artist Award | Mejor Actuación en una Serie de Televisión - Actriz Joven de Reparto | Chuck                               | Nominada  |
| 2010 | Young Artist Award | Mejor Actuación en una Serie de Televisión - Actriz Joven de Reparto | The New Adventures of Old Christine | Nominada  |
| 2011 | Young Artist Award | Mejor Actuación en una Película - Actriz Joven de Reparto            | Flipped                             | Ganadora  |
| 2011 | Young Artist Award | Mejor Actuación en una Película - Actriz Joven de Reparto            | No Strings Attached                 | Nominada  |
| 2011 | Young Artist Award | Mejor Actuación en una Serie de Televisión - Actriz Joven de Reparto | A.N.T. Farm                         | Ganadora  |